# Помощица
Помощица е село в Североизточна България. То се намира в община Попово, област Търговище.

## География
Селото е разположено върху два ската в хълмиста, полупланинска местност. През средата на селото тече малко дере – „Селското дере“, приток на Омурски Лом (Малки Лом). Намира се на 19 км североизточно от град Попово, на 200-300 м надморска височина. Граничи със землищата на селата Осенец, Балкански, Благоево, Ломци, Козица и Садина.
Образувано е от две махали – Старата махала (Богдановската махала) и Новата махала (Ангелската махала).
До селата Садина и Ломци има изградени шосета, a до останалите близкостоящи села водят черни пътища. В землището на селото и до днес се откриват най-различни старини от неолита до средновековната епоха.

## Кратка историческа справка
Старото име на селото от турско време е Ярдъм или още Ярдъм кьой. Турското име на селото означавало „помощ“ и е било дадено на селото, защото от неговите жители е бил събиран натурален допълващ данък като помощ на основателя – спахия на съседното село Спахлар (дн. село Ломци). Новото си име селото получава през 1934 г. Първоначално старото село се намирало в местността Маслака, но е било преместено поради появилата се там чума. Старите турски гробища, напълно обезличени днес, се намирали в местността Гюзлюкджак. Освобождението заварва селото със 73 къщи с близо 500 жители от изцяло турскоезично население, като още в първите две десетилетия след това появилото се българско население вече доминира над останалите да живеят в селото турци.
За пръв път името на селото се появява в османотурски данъчен регистър през 1541 г. като село Ярдъм. През 1573 г. в османски данъчен регистър селото е записано под името Шукур Хебиб – негов жител, овцевъд. През август 1877 г. по време на Руско - турската освободителна война почти цялото село е било опожарено, а черкезите - прогонени. Първите български жители - балканджии (30 семейства), които идват и се заселват в селото на мястото на изселващото се в Анадола турско население още през пролетта на 1879 г. са от днешното село Благоево, Разградско, макар че техните корени са от Дряновския Балкан (колибите Куманите и Дурча). През 1885-1886 г. в селото се заселват и няколко семейства беломорски българи от поповското село Светлен, в което вече има заселени много беломорски семейства - бежанци от Османската империя.
Училището на селото, което отдавна не функционира, е било построено през 1879 г., а църковният храм е бил издигнат между 1907 и 1909 г. на мястото на изгорялата джамия в центъра на селото, доразрушена през 1901 г. До неговото построяване жителите на селото си устройват малък параклис „Свети Архангел Михаил”. Започналите войни за национално обединение попречват за вътрешното завършване на църквата и едва през 1926 г. с финансовата помощ на населението от района тя е завършена, тържествено осветена и става действаща. Църквата носи името на параклиса. Църковният храм, силно повреден от земетресението през 1986 г. е отново възстановен през 2011-2012 г. и преосветен на 8 ноември 2012 г. (Арахангеловден).
В местността Лозята на Костадиновден се е правело курбан до един забит камък с кръст, традиция която отдавна е прекъсната.
Най-старите български родове, дошли в селото след Освобождението са били Аджийските, Богдановци, Гиговци, Гърневските, Миховци, Пейковци, Радуловци, Цаньовците и др.
През последните няколко години в останалото чисто българско село, но с много възрастно население, са закупили имоти и са се заселени няколко семейства от Нидерландия и Великобритания, с чиято финансова помощ е ремонтирана външно и църквата на селото, силно пострадала по време на земетресението от 1986 г. с епицентър до град Стражица.
Днес жителите на селото, използвайки своето благоприятно разположение и съхранени стари традиции правят първите крачки в развитието на селския туризъм.

## Религии
- Християнска – източноправославна.

## Обществени институции
- Кметство;
- Църковен храм „Св. Архангел Михаил“;
- Читалище;

## Културни и природни забележителности
- В землището на селото са запазени следите на селища и селищни могили най-вече от праисторическата епоха (най-ранното е от новокаменната ера), но се има останки от антично и средновековно селище и градежи;
- Църковният храм на селото, който е момента е ремонтиран само външно, но предстои и неговото вътрешно обновяване;

## Редовни събития
От 2008 г., в края на месец юли се провежда събор на чужденците-заселници в региона.
От 2011 няма събор.

## Личности
- Дянко Стефанов (БКП) - роден в селото, активен член на РМС, разстрелян при село Долапите, Русенско.[2]